# Die „kulturelle“ Sexualmoral und die moderne Nervosität
Die „kulturelle“ Sexualmoral und die moderne Nervosität ist ein 1908 veröffentlichter Artikel von Sigmund Freud.
Er erschien erstmals in der Zeitschrift Sexual-Probleme, Bd. 4 (3), 1908 d, S. 107–129.
Mit Bezug auf Christian von Ehrenfels’ Unterscheidung zwischen kultureller und natürlicher Sexualmoral erläutert Freud die ätiologische Bedeutung der kulturellen Sexualmoral für die Neurose.
Bereits zu Beginn hält Freud fest, dass die kulturelle Sexualmoral dem Individuum Einschränkungen auferlegen kann, die zu Schäden führen, die wiederum die Kultur insgesamt bedrohen. Während v. Ehrenfels dabei vor allem auf sozialdarwinistischem Grund mit einem Verhindern der virilen Auslese bei der Fortpflanzung argumentiert, geht Freud näher auf die Folgen gesellschaftlich auferlegter Unterdrückung des Sexualtriebes für die Neurose ein.
Kultur baut auf Triebverzicht auf. Es besteht daher eine Spannung zwischen der Konstitution, d. h. dem Begehren und den Anforderungen der Kultur, auf die Erfüllung der Triebe zu verzichten. Wer diesen Anforderungen nicht genügen kann, steht innerhalb der Gesellschaft entweder als Verbrecher und Perverser da – nämlich wenn man sich dem Triebverzicht nicht beugt – oder flüchtet sich in die Neurose – wenn die Triebe so weit unterdrückt werden, dass eine neurotische Ersatzbefriedigung entwickelt wird. Die Neurose ist damit das negative Pendant zur Perversion, „weil sie dieselben Neigungen wie die positiv Perversen im ‚verdrängten‘ Zustand enthalten.“ (S. 120)
Die „perversen“ Anteile des Sexualtriebes werden hervorgerufen durch eine Störung in der Entwicklung, erklärt Freud. War ursprünglich der Sexualtrieb allein zur Lustgewinnung da und nicht nur auf die Genitalien, sondern auch auf andere erogene Zonen bezogen, so wird durch Erziehung der Autoerotismus abgewendet, bis es zur Objektliebe und schließlich zum „Primat der in den Dienst der Fortpflanzung gestellten Genitalien“ (S. 118) kommt. Damit ist Freud einer der ersten, der Sexualität keinen internen Konflikt zuschreibt, sondern erläutert, dass es erst durch die Interaktion mit der Außenwelt, mit gesellschaftlichen Normen, zu Spannungen kommt und dass die gesellschaftliche Repression der Triebe zu Krankheit führt (Repressionsthese). Die unterdrückten perversen Triebe werden im Idealfall durch Sublimierung kanalisiert und nutzbar gemacht für die Kulturarbeit. Der Sexualtrieb ist beim Menschen aperiodisch und von der Fortpflanzung losgelöst. Daher kann er metonymisch verschoben und auf andere Bereiche angewendet werden. Kultur profitiert daher in hohem Maße – und ist sogar abhängig – von der sexuellen Energie, die durch Sublimierung umgeleitet wird. Ein völliger Triebverzicht ist daher schädlich für die Kultur, konstatiert Freud. Abstinenz bringt nur „brave Schwächlinge“ (S. 125) hervor, aber keine großen Denker mit kühnen Ideen. Freud beschreibt damit das Dilemma der Kultur, die gleichzeitig Triebverzicht fordert, aber trotzdem den Sexualtrieb zur Erhaltung ihrer selbst benötigt. Das Repressionsmodell, das die kulturelle Sexualmoral auferlegt, müsste daher zugunsten eines Sublimierungs-, Verschiebungs- und Verteilungsmodells der sexuellen Energien aufgegeben werden.